# Middelfart VK
Le Middelfart VK est un club danois de volley-ball basé à Middelfart. Il évolue au plus haut niveau national (Elite Division).

## Palmarès
- Championnat du Danemark : 1974, 1976, 1977
- Coupe du Danemark : 1975, 1977, 1978, 1981

## Effectif de la saison en cours
Entraîneur : Chad Grimm  Danemark ; entraîneur-adjoint : Jesper Pedersen  Danemark
| Numéro | Nom                   | Taille | Nationalité                              |
| 1      | Martin STENDERUP      | 2,00   | Danemarknow in Thompson river University |
| 2      | Martin KORSBAK MADSEN | 2,06   | Danemarknow in Thompson river University |
| 3      | Jacob FUNCH           | 1,90   | Danemark                                 |
| 4      | Joshua ZUIDEMA        | 1,89   | États-Unis                               |
| 5      | Jeremy KING           | 2,02   | Canada                                   |
| 6      | Tobias NIELSEN        | 1,93   | Danemark                                 |
| 7      | Bo AMELUNG            | 1,83   | Danemark                                 |
| 8      | Aaron SCHULHA         | 1,90   | Canada                                   |
| 9      | Lars HOPPE            | 1,90   | Danemark                                 |
| 10     | Jesper BERTELSEN      | 1,99   | Danemark                                 |
| 11     | Mikkel SIMONSEN       | 1,97   | Danemark                                 |
| 14     | Morten MAU            | 1,80   | Danemark                                 |
| 15     | Ulrik DEGN            | 2,01   | Danemark                                 |